# NGC 5196
NGC 5196 је елиптична галаксија у сазвежђу Девица која се налази на NGC листи објеката дубоког неба.
Деклинација објекта је - 1° 36' 52" а ректасцензија 13h 31m 19,6s. Привидна величина (магнитуда) објекта NGC 5196 износи 14,2 а фотографска магнитуда 15,2. NGC 5196 је још познат и под ознакама CGCG 17-2, NPM1G -01.0380, PGC 47540.